# Asir
Asir (arabiska: عسير) är en provins i sydvästra Saudiarabien, norr om Jemen. Huvudstad och viktigaste stad är Abha. Asir var ett självständigt kungadöme fram till 1934, och omfattade då ett större område med kust mot Röda havet.

## Natur
Bergen innanför den smala kustslätten når upp till omkring 3 000 meter över havet, och övergår i inlandet i ökenstäpper. Om somrarna får Asir omkring 500 mm nederbörd, och regionen är en av de mer fuktiga och tempererade delarna av Arabiska halvön. På branta, terrasserade bergssidor odlas kaffe, hirs, vete, bomull och dadlar. Djurhållning förekommer också i hög grad. Delar av Asir är nationalpark.

## Historia
Asirs befolkning antog islam (wahhabism) först i slutet av 1700-talet. Osmanerna ockuperade landet 1872 och hävdade överhöghet över det tills de fördrevs med italiensk hjälp 1911. Asir kom 1922–1926 under Ibn Sauds överhöghet, och inlemmades efter ett uppror 1930 helt i Saudiarabien.